# Okręg wyborczy nr 28 do Sejmu Rzeczypospolitej Polskiej
Okręg wyborczy nr 28 do Sejmu Rzeczypospolitej Polskiej obejmuje obszar miasta na prawach powiatu Częstochowy oraz powiatów częstochowskiego, kłobuckiego, lublinieckiego i myszkowskiego (województwo śląskie). W obecnym kształcie został utworzony w 2001. Wybieranych jest w nim 7 posłów w systemie proporcjonalnym.
Siedzibą okręgowej komisji wyborczej jest Częstochowa.

## Wyniki wyborów
| Podział 7 mandatów: SLD–UP: 4 Samoobrona: 1 PO: 1 PiS: 1 |

| Podział 7 mandatów: SLD: 1 Samoobrona: 1 PO: 2 PiS: 3 |

| Podział 7 mandatów: LiD: 1 PO: 3 PiS: 3 |

| Podział 7 mandatów: SLD: 1 RP: 1 PO: 3 PiS: 2 |

| Podział 7 mandatów: K’15: 1 PO: 2 PiS: 4 |

| Podział 7 mandatów: SLD: 1 KO: 2 PiS: 4 |

| Podział 7 mandatów: KO: 3 TD: 1 PiS: 3 |

## Reprezentanci okręgu
| Sejm | Rok  | Poseł KW        | Poseł KW                          | Poseł KW        | Poseł KW           | Poseł KW           | Poseł KW         | Poseł KW          | Poseł KW                         | Poseł KW      | Poseł KW        | Poseł KW | Poseł KW      | Poseł KW | Poseł KW        |
| ---- | ---- | --------------- | --------------------------------- | --------------- | ------------------ | ------------------ | ---------------- | ----------------- | -------------------------------- | ------------- | --------------- | -------- | ------------- | -------- | --------------- |
| IV   | 2001 |                 | E. Janik SLD–UP (2001) SLD (2005) |                 | J. Kasprzyk SLD–UP |                    | Z. Ratman SLD–UP |                   | A. Grzesik Samoobrona            |               | D. Polak SLD–UP |          | E. Maniura PO |          | S. Giżyński PiS |
| V    | 2005 |                 | E. Janik SLD–UP (2001) SLD (2005) | H. Rozpondek PO |                    | L. Karasiewicz PiS |                  | J. Wiśniewska PiS | A. Grzesik Samoobrona            |               |                 |          | E. Maniura PO |          | S. Giżyński PiS |
| V    | 2006 | W. Picheta PO   | E. Janik SLD–UP (2001) SLD (2005) | H. Rozpondek PO |                    | L. Karasiewicz PiS |                  | J. Wiśniewska PiS | A. Grzesik Samoobrona            |               |                 |          |               |          | S. Giżyński PiS |
| VI   | 2007 |                 | K. Matyjaszczyk LiD               | H. Rozpondek PO |                    | L. Karasiewicz PiS | G. Sztolcman PO  | J. Wiśniewska PiS | I. Leszczyna PO (2007) KO (2019) |               |                 |          |               |          | S. Giżyński PiS |
| VI   | 2010 | J. Kasprzyk LiD |                                   | H. Rozpondek PO |                    | L. Karasiewicz PiS | G. Sztolcman PO  | J. Wiśniewska PiS | I. Leszczyna PO (2007) KO (2019) |               |                 |          |               |          | S. Giżyński PiS |
| VII  | 2011 |                 | M. Balt SLD                       | H. Rozpondek PO |                    | A. Bramora RP      | G. Sztolcman PO  | J. Wiśniewska PiS | I. Leszczyna PO (2007) KO (2019) |               |                 |          |               |          | S. Giżyński PiS |
| VII  | 2014 | J. Sądel PiS    | M. Balt SLD                       | H. Rozpondek PO |                    | A. Bramora RP      | G. Sztolcman PO  |                   | I. Leszczyna PO (2007) KO (2019) |               |                 |          |               |          | S. Giżyński PiS |
| VIII | 2015 |                 | T. Jaskóła K’15                   | H. Rozpondek PO |                    | K. Głębocki PiS    |                  | L. Burzyńska PiS  | I. Leszczyna PO (2007) KO (2019) | A. Gawron PiS |                 |          |               |          | S. Giżyński PiS |
| VIII | 2018 | M. Trepka PiS   | T. Jaskóła K’15                   | H. Rozpondek PO |                    |                    |                  | L. Burzyńska PiS  | I. Leszczyna PO (2007) KO (2019) | A. Gawron PiS |                 |          |               |          | S. Giżyński PiS |
| IX   | 2019 | M. Trepka PiS   |                                   | Z. Wolski SLD   |                    | A. Szewiński KO    |                  | L. Burzyńska PiS  | I. Leszczyna PO (2007) KO (2019) | A. Gawron PiS |                 |          |               |          | S. Giżyński PiS |
| X    | 2023 |                 | H. Kiepura TD                     |                 | P. Witek KO        | A. Szewiński KO    |                  | L. Burzyńska PiS  | I. Leszczyna PO (2007) KO (2019) | A. Gawron PiS |                 |          |               |          | S. Giżyński PiS |

### Wybory parlamentarne 2001
| Komitet wyborczy                                      | Komitet wyborczy                              | Głosów  | %     | Mandaty | Wybrani posłowie                                        |
| ----------------------------------------------------- | --------------------------------------------- | ------- | ----- | ------- | ------------------------------------------------------- |
|                                                       | KKW Sojusz Lewicy Demokratycznej – Unia Pracy | 101 772 | 47,03 | 4       | Ewa Janik, Jacek Kasprzyk, Zygmunt Ratman, Danuta Polak |
|                                                       | KWW Platforma Obywatelska                     | 25 330  | 11,70 | 1       | Edward Maniura                                          |
|                                                       | Samoobrona Rzeczpospolitej Polskiej           | 22 963  | 10,61 | 1       | Andrzej Grzesik                                         |
|                                                       | Prawo i Sprawiedliwość                        | 17 081  | 7,89  | 1       | Szymon Giżyński                                         |
|                                                       | Polskie Stronnictwo Ludowe                    | 15 446  | 7,14  | –       |                                                         |
|                                                       | KKW Akcja Wyborcza Solidarność Prawicy        | 15 138  | 6,99  | –       |                                                         |
|                                                       | Liga Polskich Rodzin                          | 11 854  | 5,48  | –       |                                                         |
|                                                       | Unia Wolności                                 | 5139    | 2,37  | –       |                                                         |
|                                                       | Alternatywa Ruch Społeczny                    | 899     | 0,42  | –       |                                                         |
|                                                       | Polska Partia Socjalistyczna                  | 792     | 0,37  | –       |                                                         |
| Frekwencja: 46,84% Źródło: Państwowa Komisja Wyborcza |                                               |         |       |         |                                                         |

Poniższa tabela przedstawia podział mandatów dla komitetów wyborczych na podstawie uzyskanych głosów, a następnie obliczonych ilorazów wyborczych na podstawie zmodyfikowanej metody Sainte-Laguë.
| Podział mandatów dla komitetów wyborczych na podstawie zmodyfikowanej metody Sainte-Laguë | Podział mandatów dla komitetów wyborczych na podstawie zmodyfikowanej metody Sainte-Laguë | Podział mandatów dla komitetów wyborczych na podstawie zmodyfikowanej metody Sainte-Laguë | Podział mandatów dla komitetów wyborczych na podstawie zmodyfikowanej metody Sainte-Laguë | Podział mandatów dla komitetów wyborczych na podstawie zmodyfikowanej metody Sainte-Laguë | Podział mandatów dla komitetów wyborczych na podstawie zmodyfikowanej metody Sainte-Laguë | Podział mandatów dla komitetów wyborczych na podstawie zmodyfikowanej metody Sainte-Laguë | Podział mandatów dla komitetów wyborczych na podstawie zmodyfikowanej metody Sainte-Laguë | Podział mandatów dla komitetów wyborczych na podstawie zmodyfikowanej metody Sainte-Laguë | Podział mandatów dla komitetów wyborczych na podstawie zmodyfikowanej metody Sainte-Laguë | Podział mandatów dla komitetów wyborczych na podstawie zmodyfikowanej metody Sainte-Laguë | Podział mandatów dla komitetów wyborczych na podstawie zmodyfikowanej metody Sainte-Laguë | Podział mandatów dla komitetów wyborczych na podstawie zmodyfikowanej metody Sainte-Laguë |
| Komitet wyborczy                                                                          | Komitet wyborczy                                                                          | Liczba głosów                                                                             | Iloraz wyborczy                                                                           | Iloraz wyborczy                                                                           | Iloraz wyborczy                                                                           | Iloraz wyborczy                                                                           | Iloraz wyborczy                                                                           | Iloraz wyborczy                                                                           | Iloraz wyborczy                                                                           | Mandaty                                                                                   | TP                                                                                        |                                                                                           |
| Komitet wyborczy                                                                          | Komitet wyborczy                                                                          | Liczba głosów                                                                             | /1,4                                                                                      | /3                                                                                        | /5                                                                                        | /7                                                                                        | /9                                                                                        | /11                                                                                       | /13                                                                                       | Mandaty                                                                                   | TP                                                                                        |                                                                                           |
| ----------------------------------------------------------------------------------------- | ----------------------------------------------------------------------------------------- | ----------------------------------------------------------------------------------------- | ----------------------------------------------------------------------------------------- | ----------------------------------------------------------------------------------------- | ----------------------------------------------------------------------------------------- | ----------------------------------------------------------------------------------------- | ----------------------------------------------------------------------------------------- | ----------------------------------------------------------------------------------------- | ----------------------------------------------------------------------------------------- | ----------------------------------------------------------------------------------------- | ----------------------------------------------------------------------------------------- | ----------------------------------------------------------------------------------------- |
|                                                                                           | KKW Sojusz Lewicy Demokratycznej – Unia Pracy                                             | 101 772                                                                                   | 72 694                                                                                    | 33 924                                                                                    | 20 354                                                                                    | 14 539                                                                                    | 11 308                                                                                    | 9252                                                                                      | 7829                                                                                      | 4                                                                                         | 3,66                                                                                      |                                                                                           |
|                                                                                           | KWW Platforma Obywatelska                                                                 | 25 330                                                                                    | 18 093                                                                                    | 8443                                                                                      | 5066                                                                                      | 3619                                                                                      | 2814                                                                                      | 2303                                                                                      | 1948                                                                                      | 1                                                                                         | 0,91                                                                                      |                                                                                           |
|                                                                                           | Samoobrona Rzeczpospolitej Polskiej                                                       | 22 963                                                                                    | 16 402                                                                                    | 7654                                                                                      | 4593                                                                                      | 3280                                                                                      | 2551                                                                                      | 2088                                                                                      | 1766                                                                                      | 1                                                                                         | 0,83                                                                                      |                                                                                           |
|                                                                                           | Prawo i Sprawiedliwość                                                                    | 17 081                                                                                    | 12 201                                                                                    | 5694                                                                                      | 3416                                                                                      | 2440                                                                                      | 1898                                                                                      | 1553                                                                                      | 1314                                                                                      | 1                                                                                         | 0,61                                                                                      |                                                                                           |
|                                                                                           | Polskie Stronnictwo Ludowe                                                                | 15 446                                                                                    | 11 033                                                                                    | 5149                                                                                      | 3089                                                                                      | 2207                                                                                      | 1716                                                                                      | 1404                                                                                      | 1188                                                                                      | 0                                                                                         | 0,56                                                                                      |                                                                                           |
|                                                                                           | Liga Polskich Rodzin                                                                      | 11 854                                                                                    | 8467                                                                                      | 3951                                                                                      | 2371                                                                                      | 1693                                                                                      | 1317                                                                                      | 1078                                                                                      | 912                                                                                       | 0                                                                                         | 0,43                                                                                      |                                                                                           |
| Ogółem                                                                                    | Ogółem                                                                                    | 194 446                                                                                   | —                                                                                         | —                                                                                         | —                                                                                         | —                                                                                         | —                                                                                         | —                                                                                         | —                                                                                         | 7                                                                                         | 7                                                                                         |                                                                                           |

### Wybory parlamentarne 2005
| Komitet wyborczy                                      | Komitet wyborczy                      | Głosów | %     | Mandaty | Wybrani posłowie                                        |
| ----------------------------------------------------- | ------------------------------------- | ------ | ----- | ------- | ------------------------------------------------------- |
|                                                       | Prawo i Sprawiedliwość                | 50 709 | 27,68 | 3       | Szymon Giżyński, Lucjan Karasiewicz, Jadwiga Wiśniewska |
|                                                       | Platforma Obywatelska RP              | 45 397 | 24,78 | 2       | Edward Maniura, Halina Rozpondek, Wojciech Picheta      |
|                                                       | Samoobrona Rzeczpospolitej Polskiej   | 25 141 | 13,73 | 1       | Andrzej Grzesik                                         |
|                                                       | Sojusz Lewicy Demokratycznej          | 19 540 | 10,67 | 1       | Ewa Janik                                               |
|                                                       | Liga Polskich Rodzin                  | 11 148 | 6,09  | –       |                                                         |
|                                                       | Polskie Stronnictwo Ludowe            | 10 450 | 5,70  | –       |                                                         |
|                                                       | Socjaldemokracja Polska               | 8684   | 4,74  | –       |                                                         |
|                                                       | Partia Demokratyczna – demokraci.pl   | 3874   | 2,11  | –       |                                                         |
|                                                       | Platforma Janusza Korwin-Mikke        | 2998   | 1,64  | –       |                                                         |
|                                                       | Ruch Patriotyczny                     | 1929   | 1,05  | –       |                                                         |
|                                                       | Polska Partia Pracy                   | 1729   | 0,94  | –       |                                                         |
|                                                       | Polska Partia Narodowa                | 689    | 0,38  | –       |                                                         |
|                                                       | Polska Konfederacja – Godność i Praca | 475    | 0,26  | –       |                                                         |
|                                                       | Inicjatywa RP                         | 413    | 0,23  | –       |                                                         |
| Frekwencja: 38,62% Źródło: Państwowa Komisja Wyborcza |                                       |        |       |         |                                                         |

Poniższa tabela przedstawia podział mandatów dla komitetów wyborczych na podstawie uzyskanych głosów, a następnie obliczonych ilorazów wyborczych na podstawie metody D’Hondta.
| Podział mandatów dla komitetów wyborczych na podstawie metody D’Hondta | Podział mandatów dla komitetów wyborczych na podstawie metody D’Hondta | Podział mandatów dla komitetów wyborczych na podstawie metody D’Hondta | Podział mandatów dla komitetów wyborczych na podstawie metody D’Hondta | Podział mandatów dla komitetów wyborczych na podstawie metody D’Hondta | Podział mandatów dla komitetów wyborczych na podstawie metody D’Hondta | Podział mandatów dla komitetów wyborczych na podstawie metody D’Hondta | Podział mandatów dla komitetów wyborczych na podstawie metody D’Hondta | Podział mandatów dla komitetów wyborczych na podstawie metody D’Hondta | Podział mandatów dla komitetów wyborczych na podstawie metody D’Hondta | Podział mandatów dla komitetów wyborczych na podstawie metody D’Hondta |
| Komitet wyborczy                                                       | Komitet wyborczy                                                       | Liczba głosów                                                          | Iloraz wyborczy                                                        | Iloraz wyborczy                                                        | Iloraz wyborczy                                                        | Iloraz wyborczy                                                        | Iloraz wyborczy                                                        | Iloraz wyborczy                                                        | Mandaty                                                                | TP                                                                     |
| Komitet wyborczy                                                       | Komitet wyborczy                                                       | Liczba głosów                                                          | /1                                                                     | /2                                                                     | /3                                                                     | /4                                                                     | ...                                                                    | /7                                                                     | Mandaty                                                                | TP                                                                     |
| ---------------------------------------------------------------------- | ---------------------------------------------------------------------- | ---------------------------------------------------------------------- | ---------------------------------------------------------------------- | ---------------------------------------------------------------------- | ---------------------------------------------------------------------- | ---------------------------------------------------------------------- | ---------------------------------------------------------------------- | ---------------------------------------------------------------------- | ---------------------------------------------------------------------- | ---------------------------------------------------------------------- |
|                                                                        | Prawo i Sprawiedliwość                                                 | 50 709                                                                 | 50 709                                                                 | 25 355                                                                 | 16 903                                                                 | 12 677                                                                 | ...                                                                    | 7244                                                                   | 3                                                                      | 2,19                                                                   |
|                                                                        | Platforma Obywatelska RP                                               | 45 397                                                                 | 45 397                                                                 | 22 699                                                                 | 15 132                                                                 | 11 349                                                                 | ...                                                                    | 6485                                                                   | 2                                                                      | 1,96                                                                   |
|                                                                        | Samoobrona Rzeczpospolitej Polskiej                                    | 25 141                                                                 | 25 141                                                                 | 12 571                                                                 | 8380                                                                   | 6285                                                                   | ...                                                                    | 3592                                                                   | 1                                                                      | 1,08                                                                   |
|                                                                        | Sojusz Lewicy Demokratycznej                                           | 19 540                                                                 | 19 540                                                                 | 9770                                                                   | 6513                                                                   | 4885                                                                   | ...                                                                    | 2791                                                                   | 1                                                                      | 0,84                                                                   |
|                                                                        | Liga Polskich Rodzin                                                   | 11 148                                                                 | 11 148                                                                 | 5574                                                                   | 3716                                                                   | 2787                                                                   | ...                                                                    | 1593                                                                   | 0                                                                      | 0,48                                                                   |
|                                                                        | Polskie Stronnictwo Ludowe                                             | 10 450                                                                 | 10 450                                                                 | 5225                                                                   | 3483                                                                   | 2613                                                                   | ...                                                                    | 1493                                                                   | 0                                                                      | 0,45                                                                   |
| Ogółem                                                                 | Ogółem                                                                 | 162 385                                                                | —                                                                      | —                                                                      | —                                                                      | —                                                                      | —                                                                      | —                                                                      | 7                                                                      | 7                                                                      |

### Wybory parlamentarne 2007
| Komitet wyborczy                                      | Komitet wyborczy                      | Głosów  | %     | Mandaty | Wybrani posłowie                                        |
| ----------------------------------------------------- | ------------------------------------- | ------- | ----- | ------- | ------------------------------------------------------- |
|                                                       | Platforma Obywatelska RP              | 102 606 | 40,12 | 3       | Halina Rozpondek, Grzegorz Sztolcman, Izabela Leszczyna |
|                                                       | Prawo i Sprawiedliwość                | 78 976  | 30,88 | 3       | Szymon Giżyński, Jadwiga Wiśniewska, Lucjan Karasiewicz |
|                                                       | KKW Lewica i Demokraci SLD+SDPL+PD+UP | 37 741  | 14,76 | 1       | Krzysztof Matyjaszczyk, Jacek Kasprzyk                  |
|                                                       | Polskie Stronnictwo Ludowe            | 25 046  | 9,79  | –       |                                                         |
|                                                       | Liga Polskich Rodzin                  | 3968    | 1,55  | –       |                                                         |
|                                                       | Samoobrona Rzeczpospolitej Polskiej   | 3912    | 1,53  | –       |                                                         |
|                                                       | Polska Partia Pracy                   | 3479    | 1,36  | –       |                                                         |
| Frekwencja: 52,94% Źródło: Państwowa Komisja Wyborcza |                                       |         |       |         |                                                         |

Poniższa tabela przedstawia podział mandatów dla komitetów wyborczych na podstawie uzyskanych głosów, a następnie obliczonych ilorazów wyborczych na podstawie metody D’Hondta.
| Podział mandatów dla komitetów wyborczych na podstawie metody D’Hondta | Podział mandatów dla komitetów wyborczych na podstawie metody D’Hondta | Podział mandatów dla komitetów wyborczych na podstawie metody D’Hondta | Podział mandatów dla komitetów wyborczych na podstawie metody D’Hondta | Podział mandatów dla komitetów wyborczych na podstawie metody D’Hondta | Podział mandatów dla komitetów wyborczych na podstawie metody D’Hondta | Podział mandatów dla komitetów wyborczych na podstawie metody D’Hondta | Podział mandatów dla komitetów wyborczych na podstawie metody D’Hondta | Podział mandatów dla komitetów wyborczych na podstawie metody D’Hondta | Podział mandatów dla komitetów wyborczych na podstawie metody D’Hondta | Podział mandatów dla komitetów wyborczych na podstawie metody D’Hondta |
| Komitet wyborczy                                                       | Komitet wyborczy                                                       | Liczba głosów                                                          | Iloraz wyborczy                                                        | Iloraz wyborczy                                                        | Iloraz wyborczy                                                        | Iloraz wyborczy                                                        | Iloraz wyborczy                                                        | Iloraz wyborczy                                                        | Mandaty                                                                | TP                                                                     |
| Komitet wyborczy                                                       | Komitet wyborczy                                                       | Liczba głosów                                                          | /1                                                                     | /2                                                                     | /3                                                                     | /4                                                                     | ...                                                                    | /7                                                                     | Mandaty                                                                | TP                                                                     |
| ---------------------------------------------------------------------- | ---------------------------------------------------------------------- | ---------------------------------------------------------------------- | ---------------------------------------------------------------------- | ---------------------------------------------------------------------- | ---------------------------------------------------------------------- | ---------------------------------------------------------------------- | ---------------------------------------------------------------------- | ---------------------------------------------------------------------- | ---------------------------------------------------------------------- | ---------------------------------------------------------------------- |
|                                                                        | Platforma Obywatelska RP                                               | 102 606                                                                | 102 606                                                                | 51 303                                                                 | 34 202                                                                 | 25 652                                                                 | ...                                                                    | 14 658                                                                 | 3                                                                      | 2,94                                                                   |
|                                                                        | Prawo i Sprawiedliwość                                                 | 78 976                                                                 | 78 976                                                                 | 39 488                                                                 | 26 325                                                                 | 19 744                                                                 | ...                                                                    | 11 282                                                                 | 3                                                                      | 2,26                                                                   |
|                                                                        | KKW Lewica i Demokraci SLD+SDPL+PD+UP                                  | 37 741                                                                 | 37 741                                                                 | 18 871                                                                 | 12 580                                                                 | 9435                                                                   | ...                                                                    | 5392                                                                   | 1                                                                      | 1,08                                                                   |
|                                                                        | Polskie Stronnictwo Ludowe                                             | 25 046                                                                 | 25 046                                                                 | 12 523                                                                 | 8349                                                                   | 6262                                                                   | ...                                                                    | 3578                                                                   | 0                                                                      | 0,72                                                                   |
| Ogółem                                                                 | Ogółem                                                                 | 244 369                                                                | —                                                                      | —                                                                      | —                                                                      | —                                                                      | —                                                                      | —                                                                      | 7                                                                      | 7                                                                      |

### Wybory parlamentarne 2011
| Komitet wyborczy                                      | Komitet wyborczy                    | Głosów | %     | Mandaty | Wybrani posłowie                                        |
| ----------------------------------------------------- | ----------------------------------- | ------ | ----- | ------- | ------------------------------------------------------- |
|                                                       | Platforma Obywatelska RP            | 78 500 | 34,97 | 3       | Halina Rozpondek, Izabela Leszczyna, Grzegorz Sztolcman |
|                                                       | Prawo i Sprawiedliwość              | 61 429 | 27,36 | 2       | Jadwiga Wiśniewska, Szymon Giżyński, Jerzy Sądel        |
|                                                       | Ruch Palikota                       | 30 049 | 13,39 | 1       | Artur Bramora                                           |
|                                                       | Sojusz Lewicy Demokratycznej        | 23 547 | 10,49 | 1       | Marek Balt                                              |
|                                                       | Polskie Stronnictwo Ludowe          | 19 688 | 8,77  | –       |                                                         |
|                                                       | Polska Jest Najważniejsza           | 4795   | 2,14  | –       |                                                         |
|                                                       | Nowa Prawica – Janusza Korwin-Mikke | 4614   | 2,06  | –       |                                                         |
|                                                       | Polska Partia Pracy – Sierpień 80   | 1875   | 0,84  | –       |                                                         |
| Frekwencja: 47,52% Źródło: Państwowa Komisja Wyborcza |                                     |        |       |         |                                                         |

Poniższa tabela przedstawia podział mandatów dla komitetów wyborczych na podstawie uzyskanych głosów, a następnie obliczonych ilorazów wyborczych na podstawie metody D’Hondta.
| Podział mandatów dla komitetów wyborczych na podstawie metody D’Hondta | Podział mandatów dla komitetów wyborczych na podstawie metody D’Hondta | Podział mandatów dla komitetów wyborczych na podstawie metody D’Hondta | Podział mandatów dla komitetów wyborczych na podstawie metody D’Hondta | Podział mandatów dla komitetów wyborczych na podstawie metody D’Hondta | Podział mandatów dla komitetów wyborczych na podstawie metody D’Hondta | Podział mandatów dla komitetów wyborczych na podstawie metody D’Hondta | Podział mandatów dla komitetów wyborczych na podstawie metody D’Hondta | Podział mandatów dla komitetów wyborczych na podstawie metody D’Hondta | Podział mandatów dla komitetów wyborczych na podstawie metody D’Hondta | Podział mandatów dla komitetów wyborczych na podstawie metody D’Hondta |
| Komitet wyborczy                                                       | Komitet wyborczy                                                       | Liczba głosów                                                          | Iloraz wyborczy                                                        | Iloraz wyborczy                                                        | Iloraz wyborczy                                                        | Iloraz wyborczy                                                        | Iloraz wyborczy                                                        | Iloraz wyborczy                                                        | Mandaty                                                                | TP                                                                     |
| Komitet wyborczy                                                       | Komitet wyborczy                                                       | Liczba głosów                                                          | /1                                                                     | /2                                                                     | /3                                                                     | /4                                                                     | ...                                                                    | /7                                                                     | Mandaty                                                                | TP                                                                     |
| ---------------------------------------------------------------------- | ---------------------------------------------------------------------- | ---------------------------------------------------------------------- | ---------------------------------------------------------------------- | ---------------------------------------------------------------------- | ---------------------------------------------------------------------- | ---------------------------------------------------------------------- | ---------------------------------------------------------------------- | ---------------------------------------------------------------------- | ---------------------------------------------------------------------- | ---------------------------------------------------------------------- |
|                                                                        | Platforma Obywatelska RP                                               | 78 500                                                                 | 78 500                                                                 | 39 250                                                                 | 26 167                                                                 | 19 625                                                                 | ...                                                                    | 11 214                                                                 | 3                                                                      | 2,58                                                                   |
|                                                                        | Prawo i Sprawiedliwość                                                 | 61 429                                                                 | 61 429                                                                 | 30 715                                                                 | 20 476                                                                 | 15 357                                                                 | ...                                                                    | 8776                                                                   | 2                                                                      | 2,02                                                                   |
|                                                                        | Ruch Palikota                                                          | 30 049                                                                 | 30 049                                                                 | 15 025                                                                 | 10 016                                                                 | 7512                                                                   | ...                                                                    | 4293                                                                   | 1                                                                      | 0,99                                                                   |
|                                                                        | Sojusz Lewicy Demokratycznej                                           | 23 547                                                                 | 23 547                                                                 | 11 774                                                                 | 7849                                                                   | 5887                                                                   | ...                                                                    | 3364                                                                   | 1                                                                      | 0,77                                                                   |
|                                                                        | Polskie Stronnictwo Ludowe                                             | 19 688                                                                 | 19 688                                                                 | 9844                                                                   | 6563                                                                   | 4922                                                                   | ...                                                                    | 2813                                                                   | 0                                                                      | 0,65                                                                   |
| Ogółem                                                                 | Ogółem                                                                 | 213 213                                                                | —                                                                      | —                                                                      | —                                                                      | —                                                                      | —                                                                      | —                                                                      | 7                                                                      | 7                                                                      |

### Wybory parlamentarne 2015
| Komitet wyborczy                                      | Komitet wyborczy                             | Głosów | %     | Mandaty | Wybrani posłowie                                                                  |
| ----------------------------------------------------- | -------------------------------------------- | ------ | ----- | ------- | --------------------------------------------------------------------------------- |
|                                                       | Prawo i Sprawiedliwość                       | 84 773 | 35,82 | 4       | Szymon Giżyński, Konrad Głębocki, Lidia Burzyńska, Andrzej Gawron, Mariusz Trepka |
|                                                       | Platforma Obywatelska RP                     | 49 580 | 20,95 | 2       | Izabela Leszczyna, Halina Rozpondek                                               |
|                                                       | KWW Kukiz’15                                 | 27 521 | 11,63 | 1       | Tomasz Jaskóła                                                                    |
|                                                       | KKW Zjednoczona Lewica SLD+TR+PPS+UP+Zieloni | 26 305 | 11,12 | –       |                                                                                   |
|                                                       | Nowoczesna Ryszarda Petru                    | 15 942 | 6,74  | –       |                                                                                   |
|                                                       | Polskie Stronnictwo Ludowe                   | 11 799 | 4,99  | –       |                                                                                   |
|                                                       | KORWiN                                       | 10 111 | 4,27  | –       |                                                                                   |
|                                                       | Partia Razem                                 | 8625   | 3,64  | –       |                                                                                   |
|                                                       | KWW Zbigniewa Stonogi                        | 1378   | 0,58  | –       |                                                                                   |
|                                                       | KWW Grzegorza Brauna „Szczęść Boże!”         | 600    | 0,25  | –       |                                                                                   |
| Frekwencja: 49,83% Źródło: Państwowa Komisja Wyborcza |                                              |        |       |         |                                                                                   |

Poniższa tabela przedstawia podział mandatów dla komitetów wyborczych na podstawie uzyskanych głosów, a następnie obliczonych ilorazów wyborczych na podstawie metody D’Hondta.
| Podział mandatów dla komitetów wyborczych na podstawie metody D’Hondta | Podział mandatów dla komitetów wyborczych na podstawie metody D’Hondta | Podział mandatów dla komitetów wyborczych na podstawie metody D’Hondta | Podział mandatów dla komitetów wyborczych na podstawie metody D’Hondta | Podział mandatów dla komitetów wyborczych na podstawie metody D’Hondta | Podział mandatów dla komitetów wyborczych na podstawie metody D’Hondta | Podział mandatów dla komitetów wyborczych na podstawie metody D’Hondta | Podział mandatów dla komitetów wyborczych na podstawie metody D’Hondta | Podział mandatów dla komitetów wyborczych na podstawie metody D’Hondta | Podział mandatów dla komitetów wyborczych na podstawie metody D’Hondta | Podział mandatów dla komitetów wyborczych na podstawie metody D’Hondta | Podział mandatów dla komitetów wyborczych na podstawie metody D’Hondta |
| Komitet wyborczy                                                       | Komitet wyborczy                                                       | Liczba głosów                                                          | Iloraz wyborczy                                                        | Iloraz wyborczy                                                        | Iloraz wyborczy                                                        | Iloraz wyborczy                                                        | Iloraz wyborczy                                                        | Iloraz wyborczy                                                        | Iloraz wyborczy                                                        | Mandaty                                                                | TP                                                                     |
| Komitet wyborczy                                                       | Komitet wyborczy                                                       | Liczba głosów                                                          | /1                                                                     | /2                                                                     | /3                                                                     | /4                                                                     | /5                                                                     | /6                                                                     | /7                                                                     | Mandaty                                                                | TP                                                                     |
| ---------------------------------------------------------------------- | ---------------------------------------------------------------------- | ---------------------------------------------------------------------- | ---------------------------------------------------------------------- | ---------------------------------------------------------------------- | ---------------------------------------------------------------------- | ---------------------------------------------------------------------- | ---------------------------------------------------------------------- | ---------------------------------------------------------------------- | ---------------------------------------------------------------------- | ---------------------------------------------------------------------- | ---------------------------------------------------------------------- |
|                                                                        | Prawo i Sprawiedliwość                                                 | 84 773                                                                 | 84 773                                                                 | 42 387                                                                 | 28 258                                                                 | 21 193                                                                 | 16 955                                                                 | 14 129                                                                 | 12 110                                                                 | 4                                                                      | 3,13                                                                   |
|                                                                        | Platforma Obywatelska RP                                               | 49 580                                                                 | 49 580                                                                 | 24 790                                                                 | 16 527                                                                 | 12 395                                                                 | 9916                                                                   | 8263                                                                   | 7083                                                                   | 2                                                                      | 1,83                                                                   |
|                                                                        | KWW Kukiz’15                                                           | 27 521                                                                 | 27 521                                                                 | 13 761                                                                 | 9174                                                                   | 6880                                                                   | 5504                                                                   | 4587                                                                   | 3932                                                                   | 1                                                                      | 1,02                                                                   |
|                                                                        | Nowoczesna Ryszarda Petru                                              | 15 942                                                                 | 15 942                                                                 | 7971                                                                   | 5314                                                                   | 3986                                                                   | 3188                                                                   | 2657                                                                   | 2277                                                                   | 0                                                                      | 0,59                                                                   |
|                                                                        | Polskie Stronnictwo Ludowe                                             | 11 799                                                                 | 11 799                                                                 | 5900                                                                   | 3933                                                                   | 2950                                                                   | 2340                                                                   | 1967                                                                   | 1686                                                                   | 0                                                                      | 0,44                                                                   |
| Ogółem                                                                 | Ogółem                                                                 | 189 615                                                                | —                                                                      | —                                                                      | —                                                                      | —                                                                      | —                                                                      | —                                                                      | —                                                                      | 7                                                                      | 7                                                                      |

### Wybory parlamentarne 2019
| Komitet wyborczy                                      | Komitet wyborczy                           | Głosów  | %     | Mandaty | Wybrani posłowie                                                 |
| ----------------------------------------------------- | ------------------------------------------ | ------- | ----- | ------- | ---------------------------------------------------------------- |
|                                                       | Prawo i Sprawiedliwość                     | 125 990 | 44,28 | 4       | Szymon Giżyński, Lidia Burzyńska, Andrzej Gawron, Mariusz Trepka |
|                                                       | KKW Koalicja Obywatelska PO .N iPL Zieloni | 64 374  | 22,63 | 2       | Izabela Leszczyna, Andrzej Szewiński                             |
|                                                       | Sojusz Lewicy Demokratycznej               | 44 354  | 15,59 | 1       | Zdzisław Wolski                                                  |
|                                                       | Polskie Stronnictwo Ludowe                 | 24 704  | 8,68  | –       |                                                                  |
|                                                       | Konfederacja Wolność i Niepodległość       | 17 278  | 6,07  | –       |                                                                  |
|                                                       | KWW Koalicja Bezpartyjni i Samorządowcy    | 7817    | 2,75  | –       |                                                                  |
| Frekwencja: 61,22% Źródło: Państwowa Komisja Wyborcza |                                            |         |       |         |                                                                  |

Poniższa tabela przedstawia podział mandatów dla komitetów wyborczych na podstawie uzyskanych głosów, a następnie obliczonych ilorazów wyborczych na podstawie metody D’Hondta.
| Podział mandatów dla komitetów wyborczych na podstawie metody D’Hondta | Podział mandatów dla komitetów wyborczych na podstawie metody D’Hondta | Podział mandatów dla komitetów wyborczych na podstawie metody D’Hondta | Podział mandatów dla komitetów wyborczych na podstawie metody D’Hondta | Podział mandatów dla komitetów wyborczych na podstawie metody D’Hondta | Podział mandatów dla komitetów wyborczych na podstawie metody D’Hondta | Podział mandatów dla komitetów wyborczych na podstawie metody D’Hondta | Podział mandatów dla komitetów wyborczych na podstawie metody D’Hondta | Podział mandatów dla komitetów wyborczych na podstawie metody D’Hondta | Podział mandatów dla komitetów wyborczych na podstawie metody D’Hondta | Podział mandatów dla komitetów wyborczych na podstawie metody D’Hondta | Podział mandatów dla komitetów wyborczych na podstawie metody D’Hondta |
| Komitet wyborczy                                                       | Komitet wyborczy                                                       | Liczba głosów                                                          | Iloraz wyborczy                                                        | Iloraz wyborczy                                                        | Iloraz wyborczy                                                        | Iloraz wyborczy                                                        | Iloraz wyborczy                                                        | Iloraz wyborczy                                                        | Iloraz wyborczy                                                        | Mandaty                                                                | TP                                                                     |
| Komitet wyborczy                                                       | Komitet wyborczy                                                       | Liczba głosów                                                          | /1                                                                     | /2                                                                     | /3                                                                     | /4                                                                     | /5                                                                     | /6                                                                     | /7                                                                     | Mandaty                                                                | TP                                                                     |
| ---------------------------------------------------------------------- | ---------------------------------------------------------------------- | ---------------------------------------------------------------------- | ---------------------------------------------------------------------- | ---------------------------------------------------------------------- | ---------------------------------------------------------------------- | ---------------------------------------------------------------------- | ---------------------------------------------------------------------- | ---------------------------------------------------------------------- | ---------------------------------------------------------------------- | ---------------------------------------------------------------------- | ---------------------------------------------------------------------- |
|                                                                        | Prawo i Sprawiedliwość                                                 | 125 990                                                                | 125 990                                                                | 62 995                                                                 | 41 997                                                                 | 31 498                                                                 | 25 198                                                                 | 20 998                                                                 | 17 999                                                                 | 4                                                                      | 3,19                                                                   |
|                                                                        | KKW Koalicja Obywatelska PO .N iPL Zieloni                             | 64 374                                                                 | 64 374                                                                 | 32 187                                                                 | 21 458                                                                 | 16 094                                                                 | 12 875                                                                 | 10 729                                                                 | 9196                                                                   | 2                                                                      | 1,63                                                                   |
|                                                                        | Sojusz Lewicy Demokratycznej                                           | 44 354                                                                 | 44 354                                                                 | 22 177                                                                 | 14 785                                                                 | 11 089                                                                 | 8871                                                                   | 7392                                                                   | 6336                                                                   | 1                                                                      | 1,12                                                                   |
|                                                                        | Polskie Stronnictwo Ludowe                                             | 24 704                                                                 | 24 704                                                                 | 12 352                                                                 | 8235                                                                   | 6176                                                                   | 4941                                                                   | 4117                                                                   | 3529                                                                   | 0                                                                      | 0,62                                                                   |
|                                                                        | Konfederacja Wolność i Niepodległość                                   | 17 278                                                                 | 17 278                                                                 | 8639                                                                   | 5759                                                                   | 4320                                                                   | 3456                                                                   | 2880                                                                   | 2468                                                                   | 0                                                                      | 0,44                                                                   |
| Ogółem                                                                 | Ogółem                                                                 | 276 700                                                                | —                                                                      | —                                                                      | —                                                                      | —                                                                      | —                                                                      | —                                                                      | —                                                                      | 7                                                                      | 7                                                                      |

### Wybory parlamentarne 2023
| Komitet wyborczy                                      | Komitet wyborczy                                                           | Głosów  | %     | Mandaty | Wybrani posłowie                                       |
| ----------------------------------------------------- | -------------------------------------------------------------------------- | ------- | ----- | ------- | ------------------------------------------------------ |
|                                                       | Prawo i Sprawiedliwość                                                     | 117 756 | 36,35 | 3       | Lidia Burzyńska, Szymon Giżyński, Andrzej Gawron       |
|                                                       | KKW Koalicja Obywatelska PO .N iPL Zieloni                                 | 94 313  | 29,11 | 3       | Izabela Leszczyna, Andrzej Szewiński, Przemysław Witek |
|                                                       | KKW Trzecia Droga Polska 2050 Szymona Hołowni – Polskie Stronnictwo Ludowe | 47 698  | 14,72 | 1       | Henryk Kiepura                                         |
|                                                       | Nowa Lewica                                                                | 30 497  | 9,41  | –       |                                                        |
|                                                       | Konfederacja Wolność i Niepodległość                                       | 21 256  | 6,56  | –       |                                                        |
|                                                       | KWW Koalicja Bezpartyjni i Samorządowcy                                    | 6 775   | 2,09  | –       |                                                        |
|                                                       | Polska Jest Jedna                                                          | 5 646   | 1,74  | –       |                                                        |
| Frekwencja: 74,24% Źródło: Państwowa Komisja Wyborcza |                                                                            |         |       |         |                                                        |

Poniższa tabela przedstawia podział mandatów dla komitetów wyborczych na podstawie uzyskanych głosów, a następnie obliczonych ilorazów wyborczych na podstawie metody D’Hondta.
| Podział mandatów dla komitetów wyborczych na podstawie metody D’Hondta | Podział mandatów dla komitetów wyborczych na podstawie metody D’Hondta     | Podział mandatów dla komitetów wyborczych na podstawie metody D’Hondta | Podział mandatów dla komitetów wyborczych na podstawie metody D’Hondta | Podział mandatów dla komitetów wyborczych na podstawie metody D’Hondta | Podział mandatów dla komitetów wyborczych na podstawie metody D’Hondta | Podział mandatów dla komitetów wyborczych na podstawie metody D’Hondta | Podział mandatów dla komitetów wyborczych na podstawie metody D’Hondta | Podział mandatów dla komitetów wyborczych na podstawie metody D’Hondta | Podział mandatów dla komitetów wyborczych na podstawie metody D’Hondta | Podział mandatów dla komitetów wyborczych na podstawie metody D’Hondta |
| Komitet wyborczy                                                       | Komitet wyborczy                                                           | Liczba głosów                                                          | Iloraz wyborczy                                                        | Iloraz wyborczy                                                        | Iloraz wyborczy                                                        | Iloraz wyborczy                                                        | Iloraz wyborczy                                                        | Iloraz wyborczy                                                        | Mandaty                                                                | TP                                                                     |
| Komitet wyborczy                                                       | Komitet wyborczy                                                           | Liczba głosów                                                          | /1                                                                     | /2                                                                     | /3                                                                     | /4                                                                     | ...                                                                    | /7                                                                     | Mandaty                                                                | TP                                                                     |
| ---------------------------------------------------------------------- | -------------------------------------------------------------------------- | ---------------------------------------------------------------------- | ---------------------------------------------------------------------- | ---------------------------------------------------------------------- | ---------------------------------------------------------------------- | ---------------------------------------------------------------------- | ---------------------------------------------------------------------- | ---------------------------------------------------------------------- | ---------------------------------------------------------------------- | ---------------------------------------------------------------------- |
|                                                                        | Prawo i Sprawiedliwość                                                     | 117 756                                                                | 117 756                                                                | 58 878                                                                 | 39 252                                                                 | 29 439                                                                 | ...                                                                    | 16 822                                                                 | 3                                                                      | 2,65                                                                   |
|                                                                        | KKW Koalicja Obywatelska PO .N iPL Zieloni                                 | 94 313                                                                 | 94 313                                                                 | 47 157                                                                 | 31 438                                                                 | 23 578                                                                 | ...                                                                    | 13 473                                                                 | 3                                                                      | 2,12                                                                   |
|                                                                        | KKW Trzecia Droga Polska 2050 Szymona Hołowni – Polskie Stronnictwo Ludowe | 47 698                                                                 | 47 698                                                                 | 23 849                                                                 | 15 899                                                                 | 11 925                                                                 | ...                                                                    | 6814                                                                   | 1                                                                      | 1,07                                                                   |
|                                                                        | Nowa Lewica                                                                | 30 497                                                                 | 30 497                                                                 | 15 249                                                                 | 10 166                                                                 | 7624                                                                   | ...                                                                    | 4357                                                                   | 0                                                                      | 0,69                                                                   |
|                                                                        | Konfederacja Wolność i Niepodległość                                       | 21 256                                                                 | 21 256                                                                 | 10 628                                                                 | 7085                                                                   | 5314                                                                   | ...                                                                    | 3037                                                                   | 0                                                                      | 0,48                                                                   |
| Ogółem                                                                 | Ogółem                                                                     | 311 520                                                                | —                                                                      | —                                                                      | —                                                                      | —                                                                      | —                                                                      | —                                                                      | 7                                                                      | 7                                                                      |